# Władysław Konopczyński

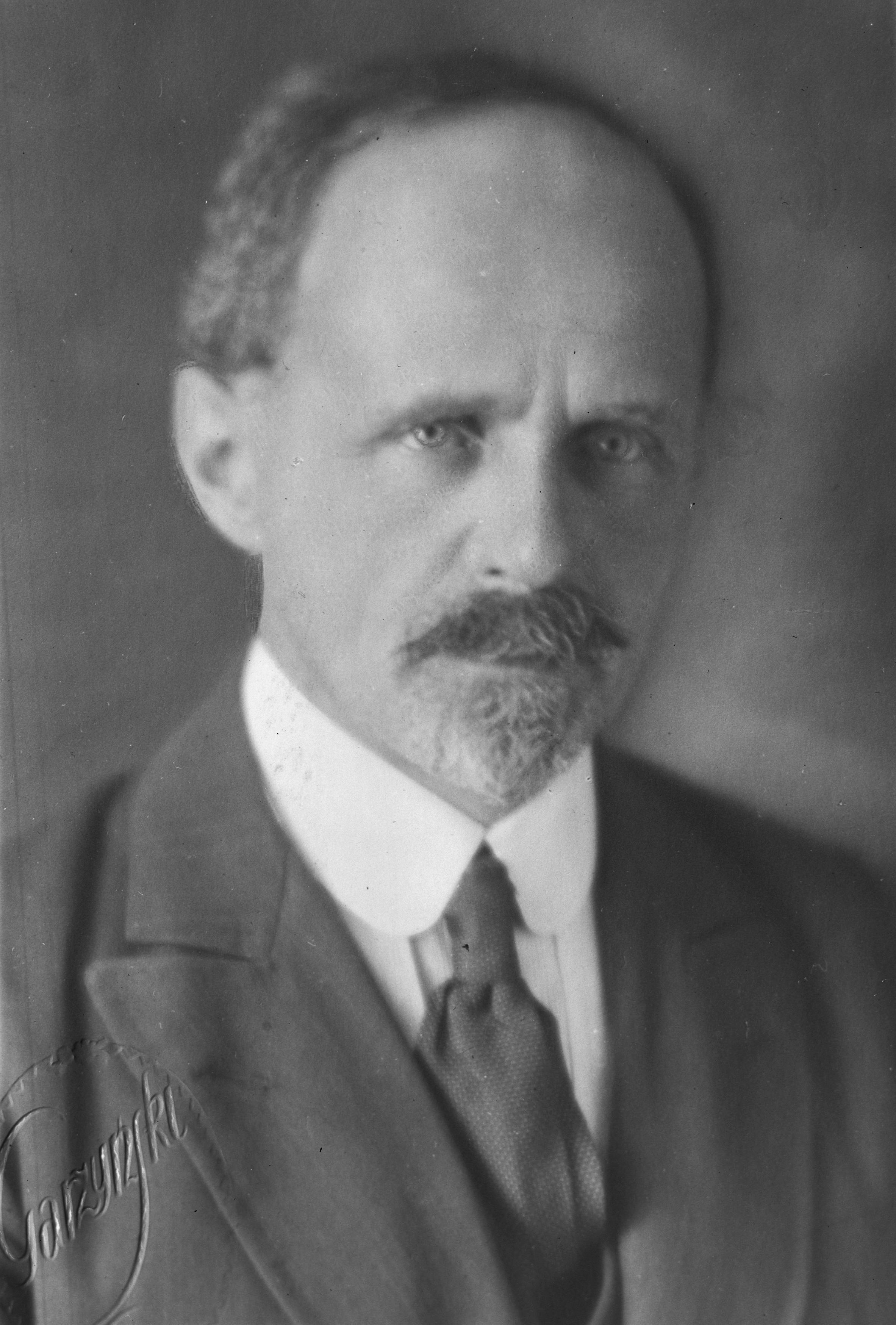
Władysław Konopczyński (1932)

Władysław Konopczyński, Pseudonyme Dantyszek, Korzonek (* 26. November 1880 in Warschau, Russisches Kaiserreich; † 12. Juli 1952 in Młynik bei Ojców) war ein polnischer Historiker, Professor der Jagiellonen-Universität, Mitglied der Towarzystwo Naukowe Warszawskie und Polska Akademia Umiejętności, Mitinitiator und erster Hauptredakteur des Polski Słownik Biograficzny.

## Leben
Konopczyński war Sohn des Ingenieurs Ignacy Konopczyński und seiner Frau Ludwika geb. Obrąpalska.
Er absolvierte das 4. Gymnasium in Warschau, anschließend studierte er Jura an der Warschauer Universität (1899–1904) und Geschichte an der Universität Lemberg (1907–1908) und promovierte dort 1908 bei Szymon Askenazy. 1911 habilitierte er sich an der Jagiellonen-Universität. 1917 wurde er ebenda Professor der Neuzeitgeschichte, 1939 wurde er Dekan der philologischen Fakultät. Während der Sonderaktion Krakau wurde er festgenommen und in Krakau, Breslau und im KZ Sachsenhausen inhaftiert. 1940 wurde er freigelassen und nahm an der geheimen Untergrunduniversität teil. Nach dem Krieg wurde er wieder Dekan der Jagiellonen-Universität. 1948 wurde er von Kommunisten gezwungen, die Arbeit aufzugeben und von allen Funktionen und Ämtern zurückzutreten, weil seine Publikationen „chauvinistisch belastet und voller rassistischer Furie“ seien.

## Werk
Schwerpunkt der Arbeit Konopczyńskis war die Geschichte Polens im 16. bis 18. Jahrhundert, die Geschichte des polnischen Rechtssystems sowie die Geschichte des polnischen Parlamentarismus. Zusammen mit Wacław Sobieski gilt er als Begründer der sog. neuen Krakauer Geschichtsschule. Er initiierte das historische Dokumentarzentrum und gab u. a. Sejmprotokolle des 18. Jahrhunderts (Dyaryusze sejmowe z wieku XVIII), Tagebücher Stanisław August Poniatowski und die große Allgemeinenzyklopädie (Wielka Encyklopedia Powszechna Ilustrowana) heraus. 1921 stellte er das Projekt der Erschaffung des Polski Słownik Biograficzny vor und wurde 1931–1948 sein erster Hauptredakteur.

### Schriften (Auswahl)
- Mrok i świt (1911)
- A Brief Outline of Polish History (1915, mit Karol Lutostański)
- Geneza i ustanowienie Rady Nieustającej (1917)
- Liberum veto (1918)
- Przyczyny upadku Polski (1918)
- Dzieje parlamentaryzmu angielskiego (1922)
- Polska a Szwecja (1924)
- Stanisław Konarski (1926)
- Kazimierz Pułaski. Życiorys (1931)
- Dzieje Polski nowożytnej (1936, 2 Bände) ISBN 83-211-0730-3
- Konfederacja Barska (1936–1938, 2 Bände) ISBN 83-85218-07-6 (Band 1) ISBN 83-85218-06-8 (Band 2)
- Polska a Turcja, 1683–1792 (1936)
- Czasy absolutyzmu 1648–1788 (1938, in: Wielka historia powszechna)
- Wojny religijne i absolutyzm (1938, in: Wielka historia powszechna, mit Kazimierz Piwarski)
- Anglia a Polska w XVIII wieku (1947)
- Fryderyk II Wielki|Fryderyk Wielki a Polska (1947)
- Kwestia bałtycka do XX wieku (1947)
- Chronologia sejmów polskich 1493–1793 (1948)